# Ró Cassiopeiae
Ró Cassiopeiae (ρ Cas, ρ Cassiopeiae) je žlutý hyperobr v souhvězdí Kasiopeji. Nachází se asi 3400 světelných let od Země, přesto jej lze pozorovat pouhým okem, neboť je asi 500 000krát zářivější než Slunce. S průměrnou absolutní hvězdnou velikostí -9,5 jde ve vizuálním spektru o jednu z nejzářivějších známých hvězd. Jeho poloměr je odhadován na 400 až 500 poloměrů Slunce, tedy asi dvojnásobek poloměru oběžné dráhy Země kolem Slunce.
Ró Cassiopeiae není součástí žádného vícehvězdného systému a je kategorizována jako polopravidelná proměnná hvězda. Jako žlutý hyperobr patří k jednomu z nejvzácnějších typů hvězd. V celé Mléčné dráze je jich známo jen asi tucet, v souhvězdí Kasiopeji však není sám, V509 Cassiopeiae je rovněž žlutým hyperobrem.

## Pozorování

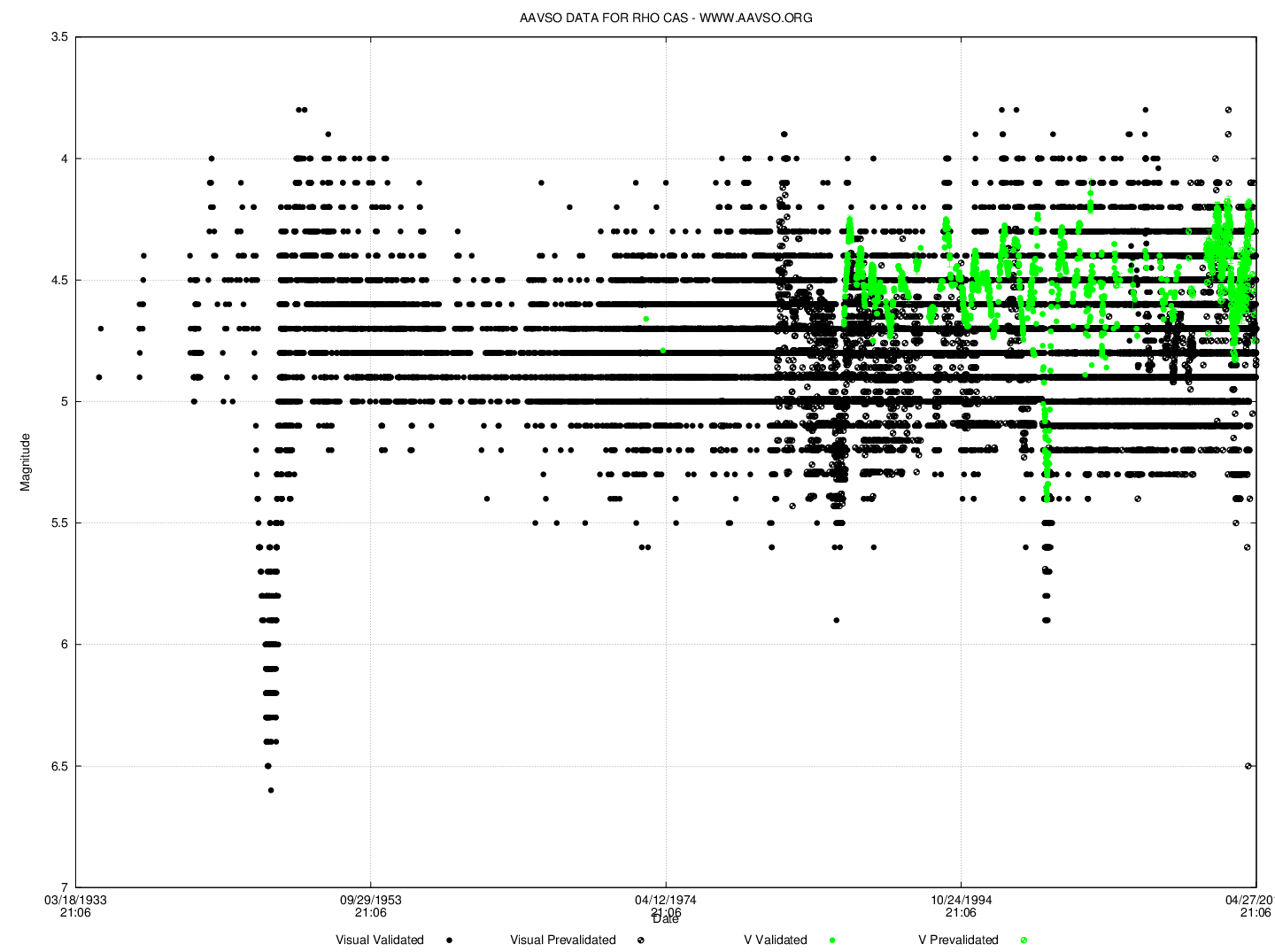
Světelná křivka ρ Cas ve vizuálním spektru mezi lety 1933 až 2015

Bayerovo označení této hvězdy pochází z roku 1603, kdy Johann Bayer publikoval svůj hvězdný atlas Uranometria. Katalog Johna Flamsteeda byl vydán roku 1712. Flamsteed zde řadil hvězdy v jednotlivých souhvězdích v pořadí podle jejich rektascenze, této hvězdě tak připadlo Flamsteedovo označení 7 Cassiopeiae.
Jako proměnná hvězda je ρ Cas zmiňována poprvé až roku 1901. Byla označena pouze jako "pec." (angl. peculiar = zvláštní, neobvyklá) s malým, ale jednoznačně definovatelným rozsahem proměnnosti. Povaha ρ Cas zůstala nejasná i během hlubokého vizuálního minima v roce 1946, předpokládala se však souvislost s objevem expandujícího pláště kolem hvězdy. Ve spektru se objevily prvky popisované jako typické pro hvězdu spektrálního typu M spíše než pro dříve uváděný typ F8. Až později se vyjasnilo, že ρ Cas je velmi hmotná, zářivá a nestabilní hvězda, která pulzuje a ztrácí hmotu, přičemž je občas zakrývána odhozenou hmotou z masívních erupcí v plášti.
ρ Cas má obvykle vizuální magnitudu kolem 4,5, v roce 1946 však nečekaně zeslábla na magnitudu 6 a zchladla o 3000 K, než se opět vrátila k předchozí jasnosti. Podobná erupce byla zaznamenána roku 1893, což naznačovalo, že se tento jev opakuje pravidelně každých zhruba 50 let. K další podobné události skutečně došlo na přelomu let 2000 a 2001, kdy ji zachytil William Herschel Telescope na ostrově La Palma na Kanárských ostrovech.
V roce 2013 ejekce pláště vyvolala dramatické změny ve spektru a pokles vizuální magnitudy zhruba o 0,5. Koncem roku 2014 byly ve spektru detekovány slabé emisní čáry kovů a zdvojené čáry vodíku H-α, v roce 2017 pak dokonce neobvyklé ztrojené. Jasnost kulminovala na magnitudě 4,3, než opět poklesla na magnitudu 5. V roce 2018 ρ Cas opět zjasnila na magnitudu 4,2.
Paralaxa publikovaná v katalogu Hipparcos má hodnotu kolem 0,28 mas, což odpovídá vzdálenosti zhruba 10 000 světelných let. To by z ρ Cas dělalo jednu z nejvzdálenějších hvězd viditelných pouhým okem. Novější publikace však uvádějí paralaxu mnohem větší, což by znamenalo, že ρ Cas je výrazně blíže.

## Vlastnosti

Zleva doprava: Slunce (malá, slabá tečka zcela vlevo reprezentující 1 R☉ - příliš malá, aby byla vidět na tomto zmenšeném snímku), Pistolová hvězda, Ró Cassiopeiae, Betelgeuze, a VY Canis Majoris. Oběžné dráhy Jupiteru (5,23 AU) a Neptunu (30,01 AU) jsou zahrnuty pro srovnání.

Ró Cassiopeiae je jedna z nejzářivějších žlutých hvězd. Její zářivost se blíži Eddingtonově mezi a běžně ztrácí masu tempem zhruba 10−6 M☉/rok. Většinu času si udržuje teplotu kolem 7000 K a poloměr kolem 400 R☉, přičemž nepravidelně pulzuje pouze s malými změnami v jasnosti. Zhruba jednou za 50 let však projde velkou erupcí, při které odhodí značnou část svojí atmosféry, což vyvolá ochlazení zhruba o 1500 K a jasnost klesne až o 1,5 magnitudy. V letech 2000–2001 rychlost ztrácení hmoty stoupla až na 5×10−2 M☉/rok, ρ Cas za toto období přišla zhruba o hmotu odpovídající 3% hmotnosti Slunce. Během erupcí zůstává zářivost zhruba konstantní na úrovni kolem 500 000 L☉, ale vrchol vyzařovací křivky se posouvá více k infračervené.
Zastoupení většiny těžších prvků na povrchu ρ Cas je ve srovnání se Sluncem relativně vyšší, ale uhlík a kyslík jsou vyčerpány. To je očekávaný stav pro velmi hmotnou hvězdu, kde spalování vodíku probíhá především prostřednictvím CNO cyklu. Kromě očekávaného zastoupení helia a dusíku pronikajících na povrch, u ρ Cas bylo zjištěno výrazné zastoupení sodíku, což naznačuje, že hvězda během fáze červeného veleobra prošla periodou tzv. dredge-upu. Očekává se, že vývoj ρ Cas nyní směřuje k vyšším teplotám. V jádru nyní probíhá spalování helia prostřednictvím 3-alfa reakce.
Poměrně vysoká hmotnost a vysoká zářivost jsou u hvězdy ve fázi života následující po fázi červeného veleobra zdrojem nestability, vzhledem k poloze blízko Eddingtonovy meze. Žlutí hyperobři se však nacházejí v oblasti teplot, kde změny opacity v zónách částečné ionizace vodíku a helia vyvolávají pulzace (jde o podobnou příčinu jako u pulzace cefeid). U hyperobrů jsou tyto pulzace obvykle nepravidelné a malé, ovšem v kombinaci s celkovou nestabilitou vnějších vrstev hvězdy mohou vyvolat větší erupce. Toto vše může být součástí evolučního vývoje hvězdy směrem k vyšším teplotám skrz ztrátu atmosféry.